# Federated Auto Parts 300
Das Federated Auto Parts 300 war ein Autorennen, das die NASCAR Nationwide Series auf dem Nashville Superspeedway in Lebanon im US-Bundesstaat Tennessee, ungefähr 48 km östlich von Nashville austrug. Erstmals wurde es im Jahre 2002 ausgetragen. Es ging auf dem 1,33 Meilen langen Oval bislang in jedem Rennen über eine Distanz von 300 Meilen, was 225 Runden entspricht.
Federated Auto Parts war ab 2004 Sponsor des Rennens. Zuvor sponserten sie ein Rennen der NASCAR Craftsman Truck Series, das Federated Auto Parts 200, das seit 2004 Toyota Tundra 200 heißt.
Neben dem Federated Auto Parts 300 findet noch ein weiteres Rennen der Busch Series jährlich auf dem Nashville Superspeedway statt, das Pepsi 300. Während das Pepsi 300 meist im Frühjahr ausgetragen wird, findet das Federated Auto Parts 300 meistens im Sommer statt.

## Sieger
| Saison | Sieger          | Hersteller |
| ------ | --------------- | ---------- |
| 2002   | Jack Sprague    | Chevrolet  |
| 2003   | Scott Riggs     | Ford       |
| 2004   | Jason Leffler   | Chevrolet  |
| 2005   | Clint Bowyer    | Chevrolet  |
| 2006   | Carl Edwards    | Ford       |
| 2007   | Carl Edwards    | Ford       |
| 2008   | Brad Keselowski | Chevrolet  |
| 2009   | Kyle Busch      | Toyota     |
| 2010   | Brad Keselowski | Dodge      |